# Tony Cousins
Pour les articles homonymes, voir Cousins (homonymie).
Anthony Cousins, couramment appelé Tony Cousins, est un footballeur puis entraîneur irlandais, né le 29 août 1969 à Dublin, Irlande. Évoluant au poste d'attaquant, il est principalement connu pour ses saisons à Bohemian et à Shamrock Rovers ainsi que pour avoir été sélectionné en équipe d'Irlande espoirs. Il a aussi tenté de percer en Angleterre mais sans véritable succès. Devenu entraîneur, il a dirigé les équipes irlandaises de Galway United, Kildare County et Longford Town.

## Biographie

### Carrière de joueur
Il joue un match en Ligue des champions et quatre matchs en Coupe de l'UEFA.

## Palmarès

### En tant que joueur
- Dundalk :
  - Coupe de la Ligue d'Irlande : 1989/90

- Shamrock Rovers :
  - Supercoupe d'Irlande : 1998

- Meilleur buteur du championnat d'Irlande lors de la saison 1996-1997[1]

### En tant qu'entraîneur
- Longford Town :
  - Champion de First Division (en) : 2014